# Kőkút
Kőkút é um município da Hungria, situado no condado de Somogy. Tem 20,23 km² de área e sua população em 2019 foi estimada em 594 habitantes.